# I-54 (sous-marin, 1926)
Pour les articles homonymes, voir I-54 (sous-marin).
Le I-54 (イ-54) (plus tard renommé I-154) est un sous-marin japonais de la classe Kaidai (伊号第五三潜水艦, I-gō Dai-Hyaku-gojūsan sensuikan, classe I-53/I-153) de la sous-classe Kaidai IIIa (Type KD3a, Kaidai 3 gata a (海大III型a?)) construit pour la marine impériale japonaise.
Pendant la Seconde Guerre mondiale, il a soutenu les forces japonaises pendant l'invasion de la Malaisie en décembre 1941 et la campagne des Indes orientales néerlandaises au début de 1942.

## Contexte
Après la Première Guerre mondiale, la marine impériale japonaise a réévalué l'utilisation de la guerre sous-marine comme élément de stratégie de flotte en raison du déploiement réussi de croiseurs-sous-marins à long rayon d'action pour les raids commerciaux des principales marines de combat. Les stratèges japonais en sont venus à réaliser les possibilités d'utilisation de l'arme pour la reconnaissance à longue portée, et dans une guerre d'usure contre une flotte ennemie qui s'approchait du Japon. Deux grands sous-marins japonais à longue portée avaient déjà été construits dans le cadre du programme de la flotte des Huit-six en tant que prototypes (I-51 et I-52), mais l'arrivée le 20 juin 1919 de sept U-boote allemands reçus par le Japon en réparation de guerre à la fin de la Première Guerre mondiale a conduit à une refonte complète. Les Japonais ont rapidement embauché des centaines d'ingénieurs et de techniciens de sous-marins allemands et d'anciens officiers de sous-marins allemands au chômage à la suite de la défaite de l'Allemagne pendant la Première Guerre mondiale, et les ont fait venir au Japon dans le cadre de contrats de cinq ans. L'ONI (Office of Naval Intelligence) américain a estimé que quelque 800 conseillers allemands s'étaient rendus au Japon à la fin de 1920. Les Japonais ont également envoyé des délégations en Allemagne, et ont participé activement à l'achat de nombreux brevets.

## Description
Les sous-marins de la sous-classe KD3A ont été les premiers sous-marins de croisière de conception japonaise produits en série. Basés en grande partie sur le Kaidai Type II (I-52), un sous-marin indigène à double coque renforcée, leur conception a également été influencée par le plus grand des sous-marins allemands aux mains des Japonais, le SM U-125.
Ils ont un déplacement de 1 829 tonnes en surface et 2 337 tonnes en immersion. Les sous-marins mesuraient 100 mètres de long, avaient une largeur de 8 mètres et un tirant d'eau de 4,82 mètres. Les sous-marins permettaient une profondeur de plongée de 60 m et un possédaient un effectif de 60 officiers et membres d'équipage. La coque avait presque les mêmes dimensions extérieures que celle du I-52, mais l'épaisseur accrue de la coque intérieure permettait une profondeur de plongée de 60 mètres. Le volume intérieur a été légèrement augmenté en rendant la coque légèrement trapézoïdale en section transversale, au prix de 300 tonnes de déplacement supplémentaire. Les différences externes comprenaient un coupe filet anti-sous-marin à la proue, ainsi qu'un joint torique pour le remorquage.
Sulzer a été retenu comme fabricant des moteurs diesel, dont les performances étaient légèrement supérieures à celles des moteurs du I-52. Pour la navigation de surface, les sous-marins étaient propulsés par deux moteurs diesel de 3 400 cv (2 535 kW), chacun entraînant un arbre d'hélice. En immersion, chaque hélice était entraînée par un moteur électrique de 900 chevaux-vapeur (671 kW). Ils pouvaient atteindre 20 nœuds (37 km/h) en surface et 8 nœuds (15 km/h) sous l'eau. En surface, les KD3A avaient une autonomie de 10 000 milles nautiques (19 000 km) à 10 noeuds (19 km/h); en immersion, ils avaient une autonomie de 90 milles nautiques (170 km) à 3 noeuds (5,6 km/h).
Les sous-marins étaient armés de huit tubes lance-torpilles internes de 53,3 cm, six à l'avant et deux à l'arrière. Ils transportaient une recharge pour chaque tube, soit un total de 16 torpilles. Ils étaient également armés d'un canon de pont de 120 mm (4,7 in) pour le combat en surface.

## Construction
Construit par l'Arsenal naval de Sasebo au Japon, le I-54 a été mis sur cale le 15 novembre 1924 sous le nom de Sous-marin n°77(第七十七号潜水艦, Dai-nanajunana-gō sensuikan) et est renommé I-54 avant la fin de l'année. Il a été lancé le 15 mars 1926, achevé et mis en service le 15 décembre 1927 et est rattaché au district naval de Kure. Le capitaine de corvette (海軍少佐 (Kaigun-shōsa)) Takatsuka Seigo prend le commandement du sous-marin.

## Histoire de service

### Avant-guerre
Le I-54 a été affecté au district naval de Kure lors de sa mise en service. Le 15 mars 1932, il a souffert d'une panne de gouvernail et a été légèrement endommagé lorsqu'il a accidentellement éperonné son navire-jumeau (sister ship), le I-55, au large des îles Goto, endommageant sa proue et inondant un compartiment. Après réparation, il est placé sous le statut de réserve jusqu'en novembre 1934.
Il fut de nouveau affecté aux réserves du 1er novembre 1937 à mars 1938, et du 19 juin 1941 à août 1941.
Fin novembre 1941, le I-54 fut affecté à la 18e division de sous-marins, qui comprenait également le I-53 et le I-55, faisait partie du 4e escadron de sous-marins, et était basé à Sanya, île Hainan, en Chine, en décembre, en préparation du conflit à venir dans le Pacifique.

### La Seconde Guerre mondiale

#### Première patrouille de guerre
Juste avant l'attaque de Pearl Harbor, le I-54 commença une patrouille au nord de Kuantan pour soutenir l'Opération E, l'invasion japonaise de la Malaisie. Les hostilités commencèrent en Asie de l'Est le 8 décembre 1941. Le 14 décembre 1941, le sous-marin néerlandais HNLMS K XII tenta sans succès d'éperonner le I-54 ou le I-55 à l'ouest des îles Anambas.

#### Seconde patrouille de guerre
À partir du 20 décembre, le I-54 est basé dans la baie de Cam Ranh, en Indochine française. Le I-54 a ensuite été réaffecté aux patrouilles dans le détroit de la Sonde pour soutenir l'invasion japonaise des Indes orientales néerlandaises jusqu'au début du mois de mars 1942. Il coula deux navires marchands non identifiés au sud de Java le 20 février et attaqua sans succès un pétrolier allié le 24 février. Il a coulé un autre navire marchand non identifié le 25 février et un autre le 3 mars. Il a fait le plein à Staring-baai dans l'île de Célèbes le 8 mars 1942 et a reçu l'ordre de retourner dans les eaux territoriales japonaises le 16 mars.

#### À Kure
À Kure, sa désignation a été changée en sous-marin japonais I-154 (伊号第五四潜水艦, I-gō Dai-Hyaku-gojūyon sensuikan) le 20 mai 1942 et il a été affecté à des tâches de formation par la suite en raison de son obsolescence. En décembre 1943, le I-154 a été repeint selon un nouveau schéma expérimental de peinture de camouflage et a participé à des essais dans la mer intérieure de Seto en janvier 1944 pour déterminer l'efficacité de la peinture des deux camouflages de guerre en surface et par air: l'expérience a cependant été un échec.
À partir du 31 janvier 1944, le I-154 fut transféré dans les réserves et accostée sans équipage à Kure. Il a été retiré de la liste de la marine le 20 novembre 1945. Après la reddition du Japon, le I-154 a été saisi par les forces alliées et a été sabordé dans la mer intérieure de Seto en mai 1946.